# El desafiament dels set magnífics
 El desafiament dels set magnífics  (títol original:  The Magnificent Seven Ride) és un western estatunidenc dirigit per George McCowan, estrenat el 1972. És el tercer i últim film, continuació de The Magnificent Seven, inspirat en el clàssic japonès Els set Samurais. Ha estat doblada al català.

## Argument
Chris Adams, antic mercenari, ara marshall, s'instal·la en una petita ciutat i es casa amb Arilla. Però tres bandits, Donavan i els germans Allen, la maten després d'haver-la violat. Chris decideix perseguir els assassins de la seva dona, acompanyat de Noah Forbes, un periodista que ha conegut poc abans. Després d'haver trobat ràpidament i haver matat els Allen, l'acorralament de Donavan porta els dos homes a Mèxic al poble de Magdalena. Adams descobreix a l'església les disset dones del poble violades i pegades per una banda de bandits comandada per De Toro, així com poc després el cos de Donavan. Havia trobat una mica abans homes del poble que preparaven una emboscada contra De Toro, però cap no se n'escapa viu.
Chris Adams, sempre acompanyat de Noah Forbes, promet a les dones del poble, entre les quals Laurie Gunn, de protegir-les de De Toro. Una fugida al desert impossible, com el socors de la cavalleria americana, decideix contractar els serveis dels cinc últims criminals que ha detingut a canvi de la seva llibertat. Junts, provoquen De Toro agafant la seva dona, després preparen la seva defensa del poble, on es creen a poc a poc vincles entre les dones i els seus protectors. Gràcies a les trampes, a la defensa acarnissada dels set mercenaris i al concurs de les dones, la banda de De Toro és derrotada durant l'assalt del poble. Chris mata ell mateix De Toro durant la batalla.
Chris Adams decideix al final de la pel·lícula quedar-se al poble amb Laurie Gunn de la qual s'ha enamorat, igual com els dos altres supervivents, Noah Forbes i MarK Skinner.

## Mercenaris morts
- Jim Mackay
- Scott Eliott
- Andy Hayes
- Pepe Carral

## Repartiment
- Lee Van Cleef: Marshal Chris Adams
- Stefanie Powers: Mrs. Laurie Gunn
- Michael Callan: Noah Forbes
- Mariette Hartley: Arilla Adams
- Luke Askew: Mark Skinner
- Pedro Armendáriz Jr.: Pepe Carral
- Ralph Waite: Jim Mackay
- James Sikking: Capità Andy Hayes
- Ed Lauter: Scott Elliot
- Gary Busey: Hank Allan

## Sèrie
Aquest film forma part d'una sèrie de films :
- 1960: Els set magnífics (The Magnificent Seven) de John Sturges
- 1966: Return of the Seven de Burt Kennedy
- 1969: Les pistoles dels Set Magnífics (Guns of the Magnificent Seven) de Paul Wendkos
- 1972: El desafiament dels set magnífics (The Magnificent Seven Rides) de George McCowan